# Anna Yegórova (nadadora)
Anna Dmítriyevna Yegórova –en ruso, Анна Дмитриевна Егорова– (Barnaúl, 31 de mayo de 1998) es una deportista rusa que compite en natación, especialista en el estilo libre.
Ganó cinco medallas en el Campeonato Europeo de Natación, en los años 2018 y 2021, y una medalla de plata en el Campeonato Europeo de Natación en Piscina Corta de 2021. Participó en los Juegos Olímpicos de Tokio 2020, ocupando el quinto lugar en la prueba de 4 × 200 m libre.

## Palmarés internacional
| Campeonato Europeo                  | Campeonato Europeo    | Campeonato Europeo | Campeonato Europeo    |
| Año                                 | Lugar                 | Medalla            | Prueba                |
| ----------------------------------- | --------------------- | ------------------ | --------------------- |
| 2018                                | Glasgow (Reino Unido) | Medalla de plata   | 4 × 200 m libre       |
| 2018                                | Glasgow (Reino Unido) | Medalla de bronce  | 800 m libre           |
| 2021                                | Budapest (Hungría)    | Medalla de plata   | 400 m libre           |
| 2021                                | Budapest (Hungría)    | Medalla de bronce  | 800 m libre           |
| 2021                                | Budapest (Hungría)    | Medalla de bronce  | 4 × 200 m libre mixto |
| Campeonato Europeo en Piscina Corta |                       |                    |                       |
| Año                                 | Lugar                 | Medalla            | Prueba                |
| 2021                                | Kazán (Rusia)         | Medalla de plata   | 400 m libre           |